# Zellige

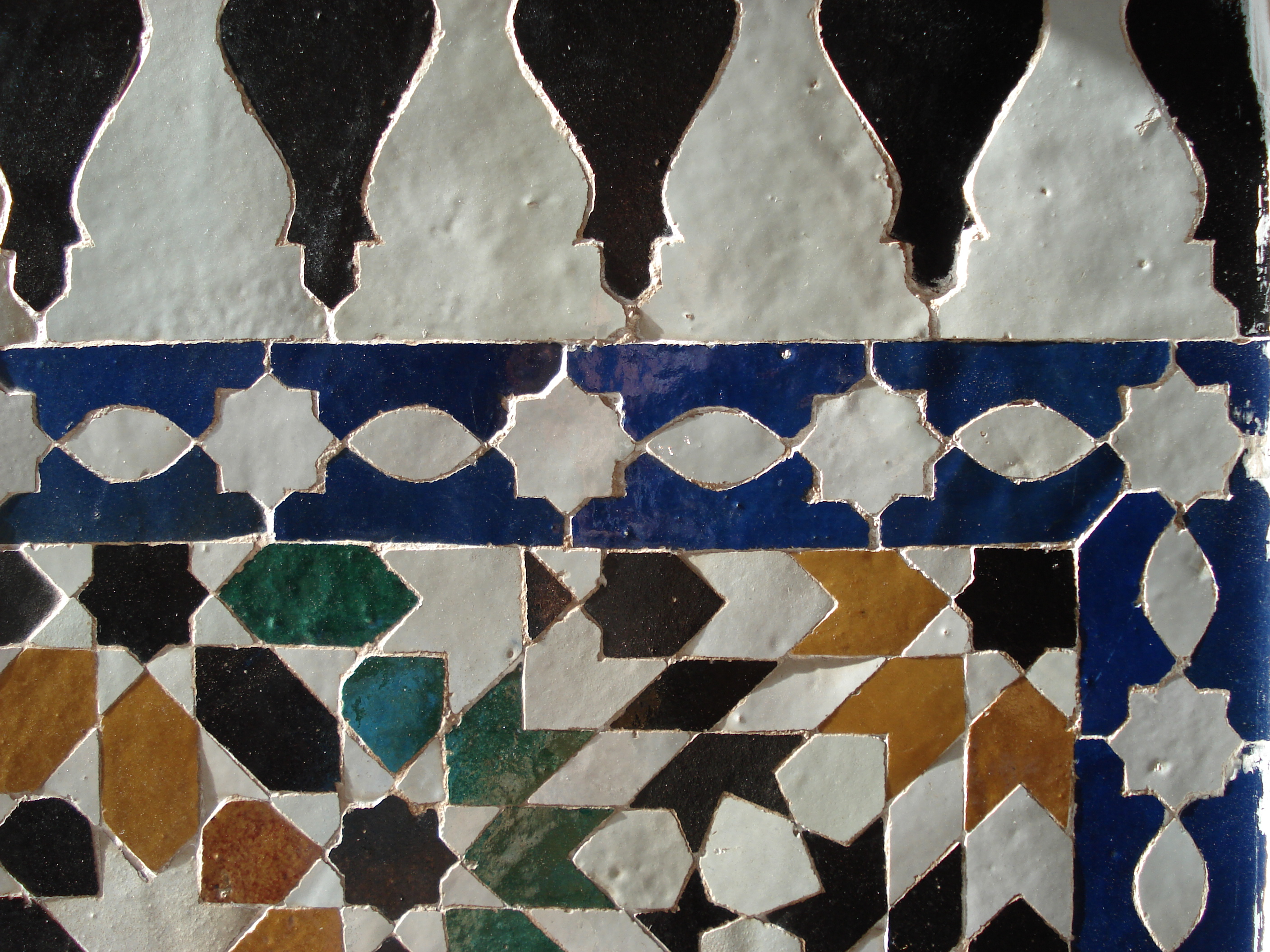
Détail d'un mur recouvert de zelliges, Marrakech, Maroc.

Le zellige, zliz ou encore jelliz suivant les régions, (de l'arabe : زليج, « petite pierre polie ») désigne un type de mosaïque ornementale dans le domaine de l'architecture islamique. Les éléments unitaires, appelés « tesselles », sont des morceaux de carreaux de faïence colorés monochrome artisanaux. Ces morceaux de terre cuite émaillées sont découpés un à un et assemblés sur un lit de mortier pour former un assemblage géométrique polychrome.
S'il est admis que la technique du zellige, typique de l'art et l'architecture mauresques médiévaux, est devenue omniprésente au Maghreb à partir de la période Almohade, ses origines remontent à la dynastie des Hammadides, et plus particulièrement à la Qalâa des Béni Hammad,, (actuelle Algérie). Cette technique semble avoir été développée à partir de racines remontant à la mosaïque romaine et byzantine.
Il est un composant caractéristique de l'architecture islamique du Maghreb, et de la péninsule ibérique. Les maisons traditionnelles en sont munies en signe décoratif,, mais c'est aussi devenu le cas pour les maisons modernes.

## Étymologie
Le terme zallīd̲j̲ employé au Maghreb et dans la documentation textuelle dérive de la racine « z.l.d̲j̲ » qui signifie « briller, glisser » ; d’après l’orientaliste néerlandais Reinhart Dozy, il viendrait de l'arabo-persan lāzuward (lapis-lazuli), à cause de l'importance du bleu dans les motifs. Tandis que le terme espagnol alicatado est attesté, dans le même sens, et dérive d'une racine signifiant « couper ». Le terme zellige serait d'origine espagnole ou issu de l'arabe andalou.
Les « zelliges » seraient ainsi nommés car à l’origine de leur fabrication les ornements étaient peints d’une seule couleur : le bleu, qui se traduit en arabe par « azul », ce que nous désignons communément du mot composé « bleu d’outremer ».

## Historique

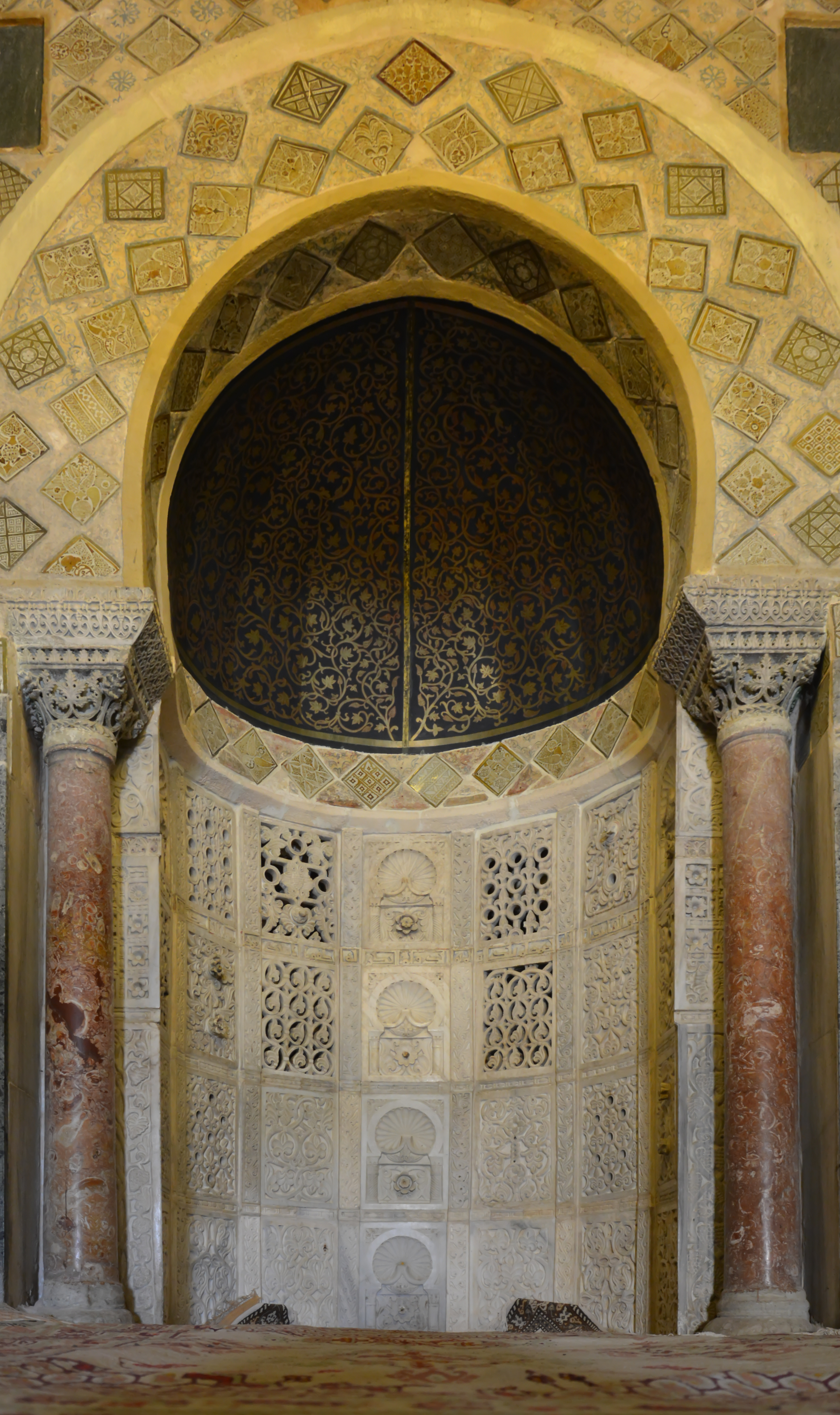
Gros plan sur le mihrab de Kairouan (IXe siècle), qui associe différentes céramiques.

L'origine du zellige a fait l'objet de plusieurs hypothèses. Le zellige est inspiré de la mosaïque romaine puis byzantine. En 1896, Paul Gauckler découvre un site de production de poterie à Uthina datant du VIe – VIIe siècle ; le site met en lumière certaines techniques de production de poterie d’Afrique du Nord, d'outils et de la céramique de construction en sigillée. Cette découverte ouvre l'hypothèse d'une présence d'artisanat byzantin dans la région[réf. à confirmer]. Il existe également le site archéologique d'Utique dans le nord de la Tunisie où des mosaïques géométriques romaines y sont retrouvées, aujourd’hui conservées au British Museum. 
En Afrique du Nord, la présence de mosaïque remonte à l'Antiquité. Les premiers emplois du procédé de mosaïque de faïence sont connus dans la Perse antique et en Mésopotamie, puis utilisés par Rome et Byzance. L’utilisation de fragments de marbres de couleurs différentes se retrouve dans quelques essais maladroits à la mosquée de Cordoue et dans le palais de Madinat Azahra.
Le plus ancien témoignage que nous ayons d’une production lustrée dans le bassin méditerranéen se trouve dans la grande mosquée de Kairouan en Tunisie en 862, à la suite de l'ordre de reconstruction et d'ornementation de la grande mosquée, ordre donné par Ibrahim ibn al-Aghlab. Il consistait à ornementer le dôme qui surmonte le mihrab et aussi la façade du minaret. Cette production lustrée se constitue de carreaux polychromatiques et monochromatiques. Il est aujourd’hui admis qu'une partie des carreaux (les monochromatiques) étaient produits sur place par des artisans venus de Bagdad important donc avec eux un savoir-faire qui se développera par la suite et se diffusera dans le Maghreb en une déclinaison de différents styles régionaux propres. Les polychromatiques étaient eux importés directement de Bagdad,, ; leur style esthétique étant similaire à ceux retrouvés sur place, ils proviennent sûrement des mêmes ateliers.
La mosaïque de carreaux atteint un niveau sophistiqué dans l'Occident musulman au XIe siècle. Selon le département des arts de la faculté de Tlemcen nous ne pouvons attribuer l’utilisation des zelliges à une région précise car ils seraient apparus en même temps chez les Almohades (1130/1269) dans le minaret de la Mosquée d'El-Mansour ou Mosquée de la Kasbah et dans le minaret de la mosquée de la Koutoubia à Marrakech, ainsi que chez les Mérinides du Maroc à Fès (1244/1465) dans le sublime zellige de la Médersa Bou Inania. On en trouve également chez les Zianides d’Algérie à Tlemcen (1236/1554), dans ce qui reste du palais El Mechouar et la médersa Tachfinia, ou bien chez les Nasrides d’Andalousie (1237/1492) dans la ville de Grenade dont le plus bel exemple est le palais de l’Alhambra, ainsi que chez les Hafsides de Tunisie dans la ville de Tunis (1229/1574).
Rusita Choskey, publie une thèse universitaire selon laquelle originaire de l'Afrique du Nord il est généralement admis qu'il a des origines marocaines car les formes les plus anciennes de cet art ont été documentées au Maroc[source insuffisante].En effet, le Maroc a développé le zellige comme un art tout à fait particulier.
Toutefois les zelliges tels qu'ils sont définis aujourd'hui ne connaîtront un réel essor qu'à la fin du XIIIe siècle et au début du
XIVe siècle. Cette technique est apparue simultanément dans des régions qui se trouvaient sous le contrôle des Almohades, des Mérinides, des Zayanides, des Nasrides et des Hafsides. La tradition du zellige en Afrique du Nord atteint sa maturité sous les Mérinides (1244-1465), qui prennent le pouvoir à Fez. En Espagne, la tradition du zellige devient commune du XIIIe au début du XIVe siècle. Les couleurs employées en Espagne varient, notamment par un usage plus fréquent du bleu utilisant le cobalt comme pigment.
Connu sous le nom d'alicatodos en Andalousie, la technique pourrait être importée d'Afrique du Nord car il existe un lien étroit entre les alicatodos et les zelliges fabriqués au Maghreb et plus spécifiquement au Maghreb al-Aqsa (Maroc) à l'époque almohade, puisqu'on en trouve dès le XIIe siècle dans la Koutoubia de Marrakech. En effet, son développement sera particulièrement florissant en Andalousie sous les Nasrides avec l'Alhambra.
Le zellige est également décrit comme une faïence mauresque d'origine andalouse. Il parait erroné d'affirmer qu'il s'agit d'une importation andalouse au Maroc étant donné qu'elle est présente sous sa forme la plus ancienne dans toutes les régions de l'empire almohade et qu'elle apparait sous sa forme la plus commune à Fès et Grenade à la même époque. La technique de réalisation des zelliges à Fès est conforme à la tradition andalouse avec une certaine richesse de tons. Un autre élément contredirait une origine andalouse, les premiers exemples seraient attesté en Iran du Nord au XIIe siècle. La question reste posée d'une influence orientale sur le Maghreb, ou de l'évolution simultanée de deux pôles aux extrémités du monde musulman. Les premières hypothèses d'une origine andalouse seraient à délaisser au profit d'une origine au Maghreb et plus particulièrement à la Qalaa des Bani Hammad. Le premier témoin de céramique émaillée retrouvé en Afrique du Nord l'a été sur le site de la Qalaa Beni Hammad au XIe siècle. Il est potentiellement inspiré des Aghlabides qui eux-mêmes se sont inspirés des modèles abbassides. Aux XIIe et XIIIe siècle, cette céramique émaillée sert surtout à l'ornement des tours et minarets. Pour le zellige proprement dit, le relais principal est la Qalâa des Béni Hammad (XIe siècle) où des briques émaillées et une véritable marqueterie ont été découverts,.
Selon l'ouvrage Arts et traditions du Maroc, c'est avec les Mérinides, que la marqueterie de faïence polychrome va se perfectionner, grâce notamment aux petits éléments découpés qui passeront par deux cuissons, l'une pour fixer la forme de l'argile, l'autre pour l'émail. L'origine cette fois-ci du Zellige ne se serait plus à rechercher dans le monde gréco-romain, ou en Andalousie mais bien au Maghreb, particulièrement à la Qalâa des Béni Hammad. Autrement dit: "La présence à la fin du XIIIe siècle de faïences employée en revêtement à la Médersa Seffarine de Fès semble devoir étayer l'hypothèse de l'origine marocaine de cette technique.".
La technique pourrait avoir été développée plus tôt car des fragments d'Al-Mansuriya en Tunisie pourraient dater de la fondation fatimide d'origine du milieu du Xe siècle ou de la période ziride ultérieure au milieu du XIe siècle. Elle s'est poursuivie dans le minaret de la Koutoubia (Marrakech, 1190) et dans celui de la grande Mosquée de Tlemcen (1280). Cette lente mise en place aboutit, après les essais premiers, aux décors de l’Alhambra de Grenade. Les Mérinides et les Nasrides permettront la généralisation du zellige au XIVe siècle. La technique a été très développée au cours de ces deux dynasties, ce qui lui a donné plus d’importance autour du XIVe siècle. À Tlemcen cependant, la fin du XIIIe siècle montrait que tous les prérequis techniques nécessaires étaient déjà connus. La géométrie est partagée par l'ensemble de l'Occident musulman mais la complexité des motifs varie selon les émirats.

## Par pays

### Algérie

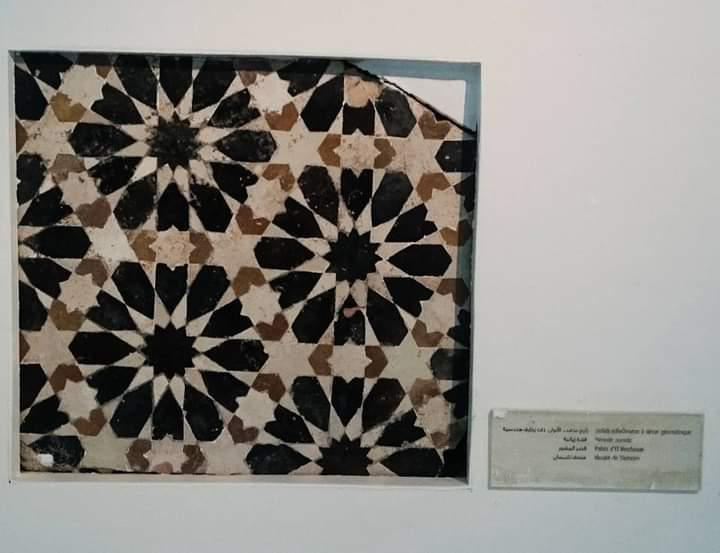
Zellige zianide de Tlemcen (XIIIe siècle-XVIe siècle), conservé au musée de Tlemcen.

L'ouvrage Arts et traditions du Maroc suppose une origine du zellige à rechercher au Maghreb en particulier à la Qalaa des Beni Hammad, ancienne capitale hammadide, dont les vestiges datant du XIe siècle sont classés à l'UNESCO.
Le musée archéologique de Tlemcen renferme de nombreux vestiges de panneaux et des fragments de zellige provenant de différents monuments médiévaux. La variété des compositions géométriques comme les nuances de couleurs employées laissent penser que des ateliers maîtrisant parfaitement des notions de géométrie pour concevoir les panneaux, comme l'art de réaliser et de tailler les pièces de terre émaillée, étaient à l’œuvre dans la capitale des Zianides.
Les récentes études archéologiques ont remis en cause les idées reçues sur les ouvrages mérinides. Qu'il s’agisse de Mansourah, de la mosquée Sidi Boumediene ou de celle de Sidi El Haloui, l’intervention d'ateliers locaux est démontrée si bien que la commande des Mérinides, loin d'imposer un art venu d'ailleurs au pays tlemcenien, a stimulé une école régionale de l'Occident musulman. En effet, les découvertes de zelliges, lors des fouilles du palais El Mechouar à Tlemcen, ont permis de dégager les caractéristiques des œuvres des ateliers zianides du xive siècle. Les arabesques végétales sur le zellige employé dans le portail de la mosquée Sidi Boumediene, sont une exception, alors que la plupart des motifs étaient géométriques et rivalisent avec les plus beaux stucs.

### Maroc
Le zellige apparaît au Maroc, d'abord avec des nuances de blanc et de brun. Il s'est ensuite épanoui au XIVe siècle sous la dynastie des Mérinides avec, surtout, l'utilisation du vert et du jaune. Les Mérinides l'ont largement utilisé notamment à Fès et Meknès qui restent les centres de cet art. Au XVIe siècle apparaît l'école de Tétouan qui pratique l'art du zellige aux tons prédominants de vert turquoise, bleu pâle, jaune, brun et blanc. Le rouge ne sera utilisé qu'à partir du XVIIe siècle.
Des émaux aux teintes naturelles continuent à être utilisés au Maroc. Les techniques de fabrication ont peu évolué depuis la dynastie en question. Le zellige est un élément de l'architecture arabe-andalouse qui a su s'adapter aux styles de décoration contemporains tout en préservant un mode de fabrication artisanal.
Le zellige est utilisé pour revêtir des murs mais aussi parfois des sols. Les carreaux utilisés ont alors une épaisseur d'environ 2 cm. On utilise parfois alors un carré d'environ 10 × 10 cm aux coins coupés pour être combiné avec un cabochon de couleur. Pour habiller les sols, on utilise également le bejmat, pavé rectangulaire d'environ 12 × 4 cm, souvent posé en chevron.
Certaines familles marocaines d'origine andalouse en ont fait leur spécialité depuis plus de sept cents ans, tels que les Megzari, qui étaient à Grenade et ont débarqué à Fès avec la Reconquista.

## Images

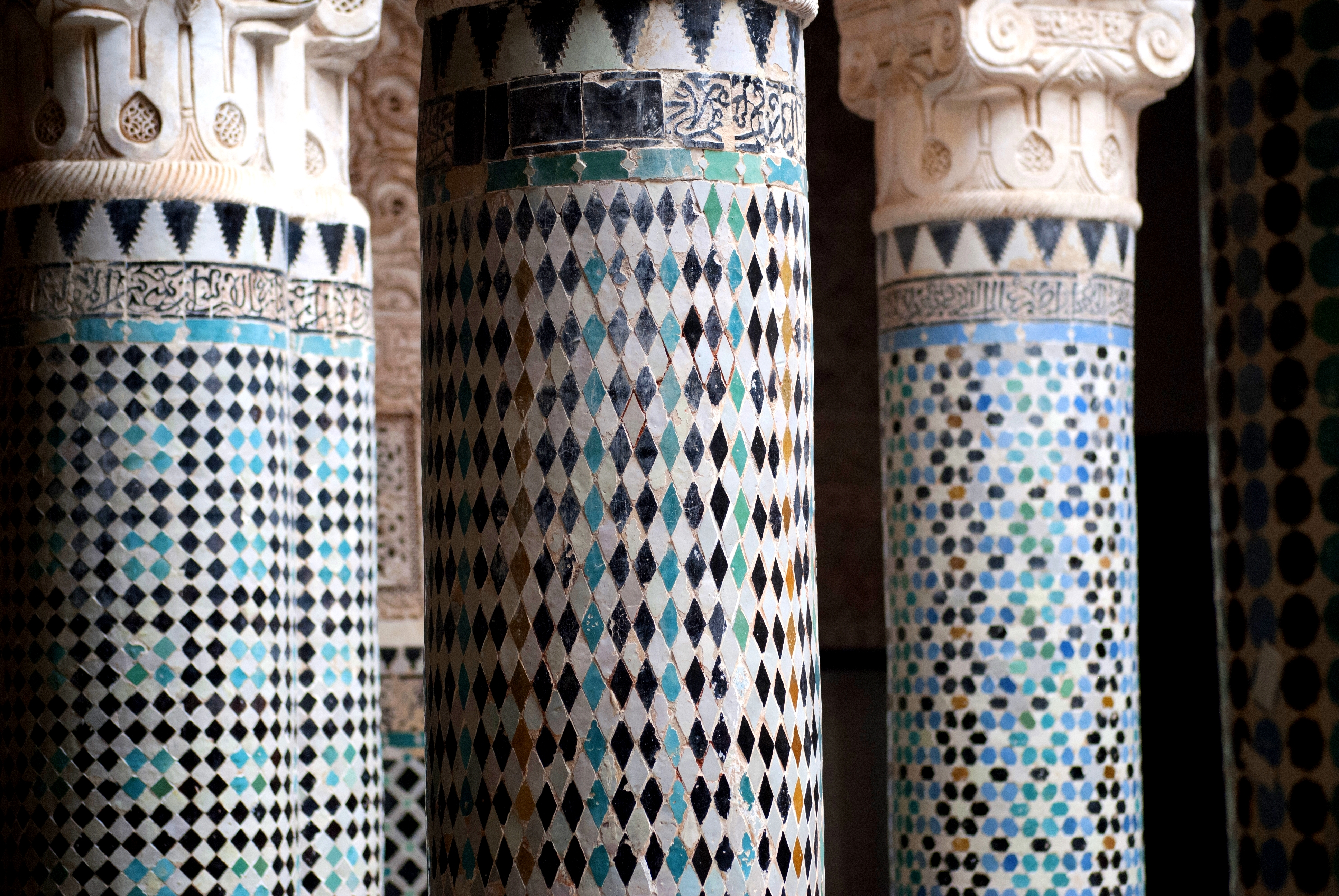
Zellij[Quoi ?] appliqué aux colonnes de la Médersa mérinide, vers 1331, Salé, Maroc.
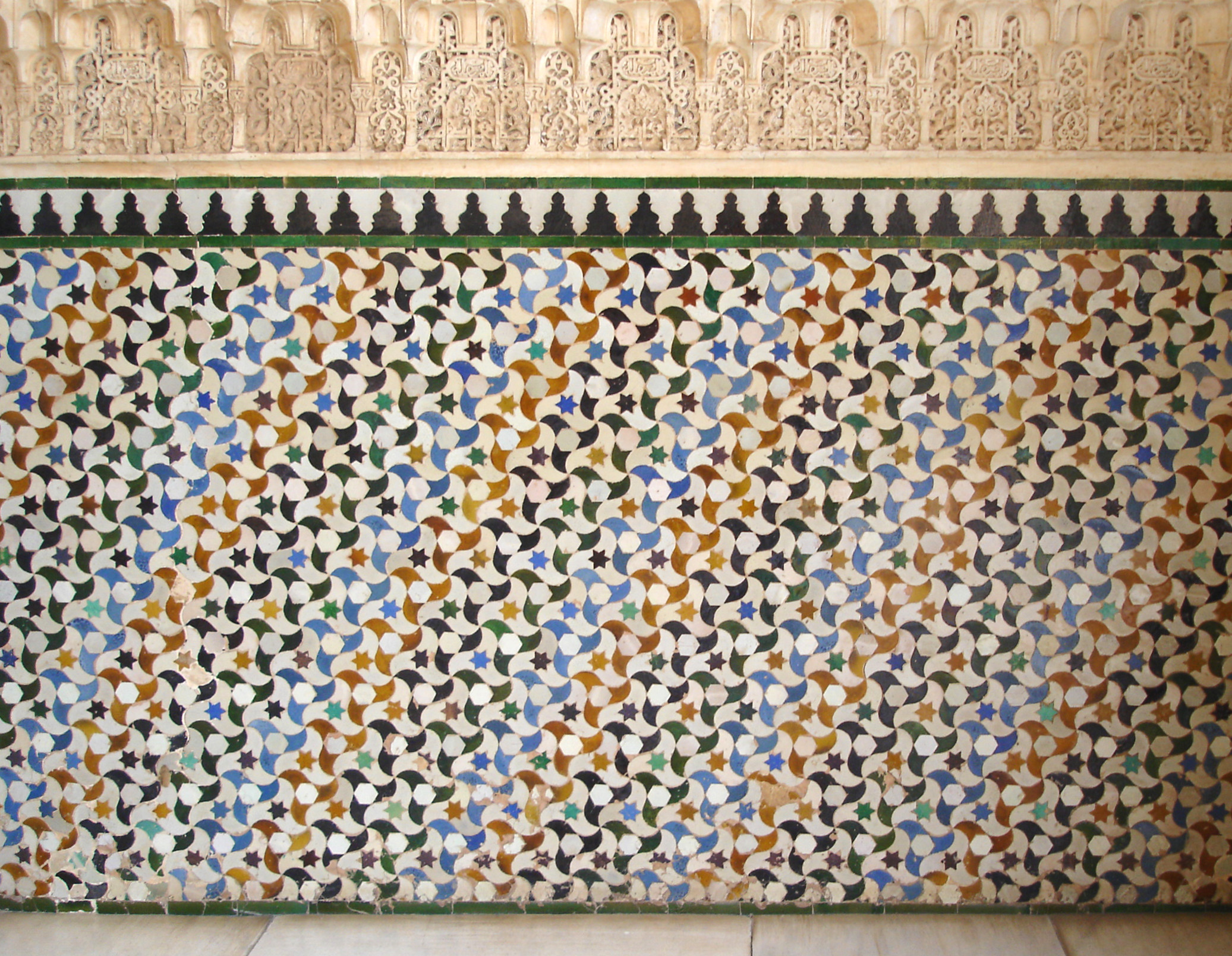
Décor Andalous dit alicatado, Alhambra, vers 1350, Grenade, Espagne.
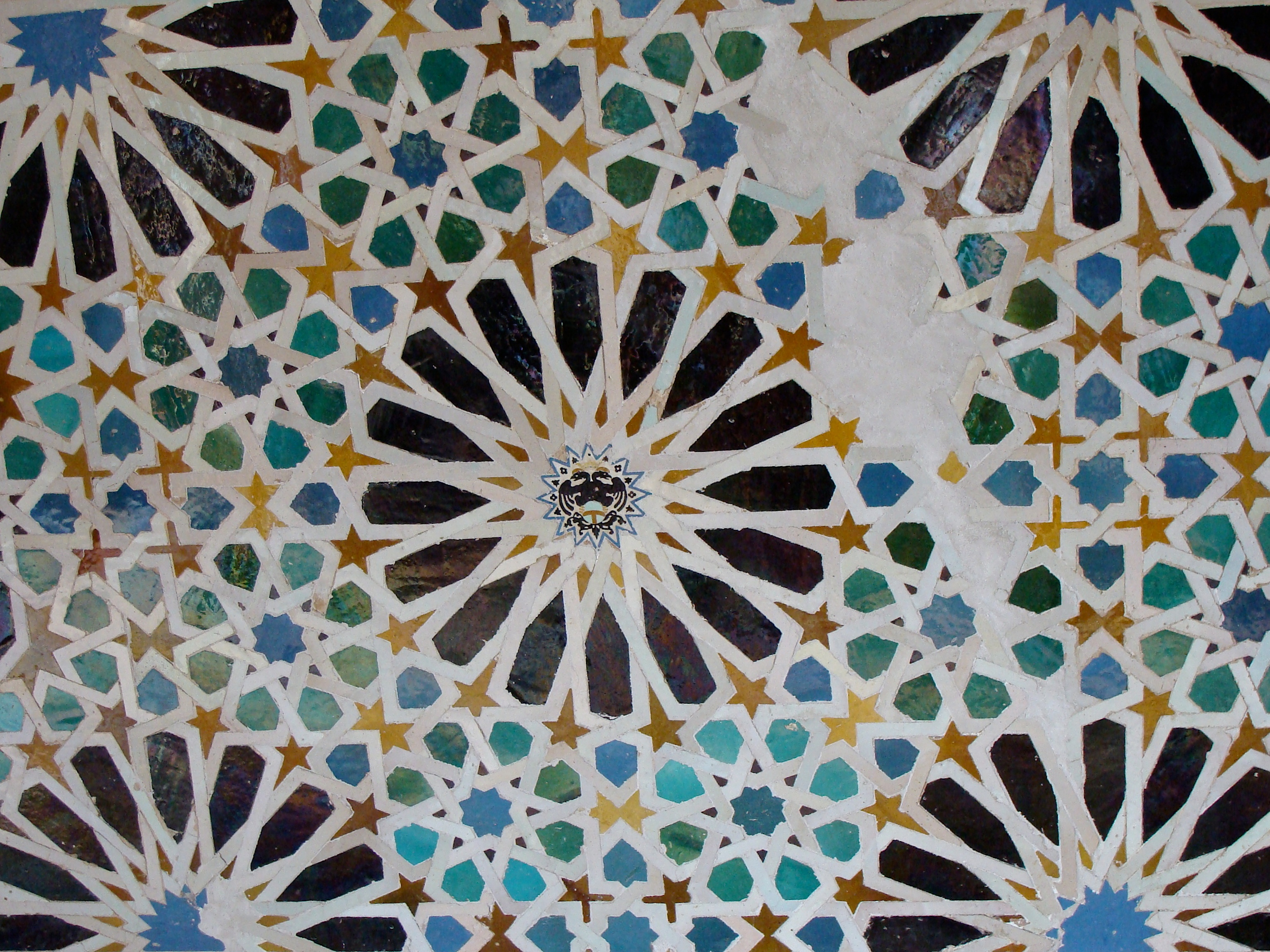
Décor Andalous, Alhambra, Grenade, Espagne.
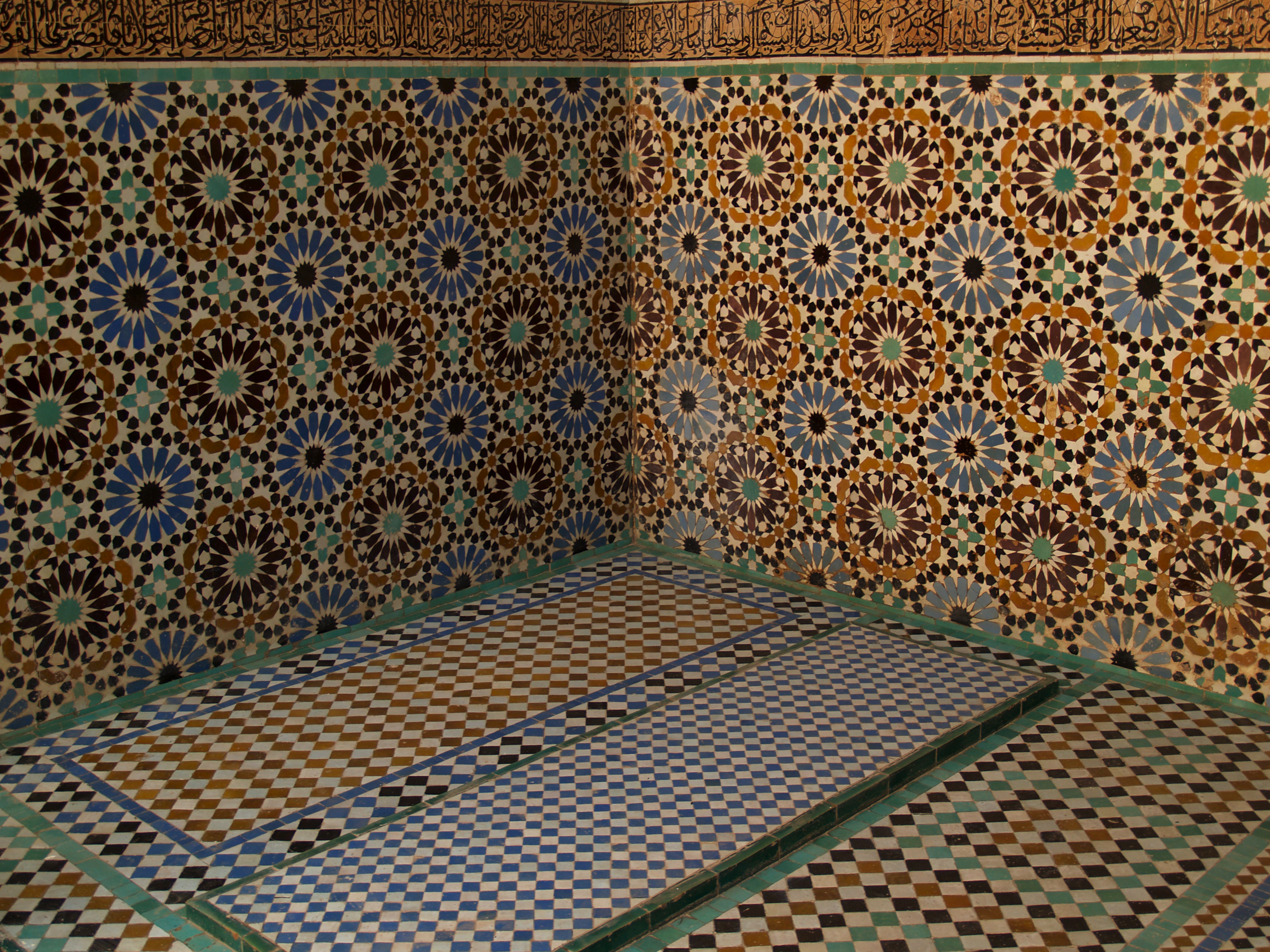
Tombeaux saadiens, XVIe siècle, Marrakech, Maroc.
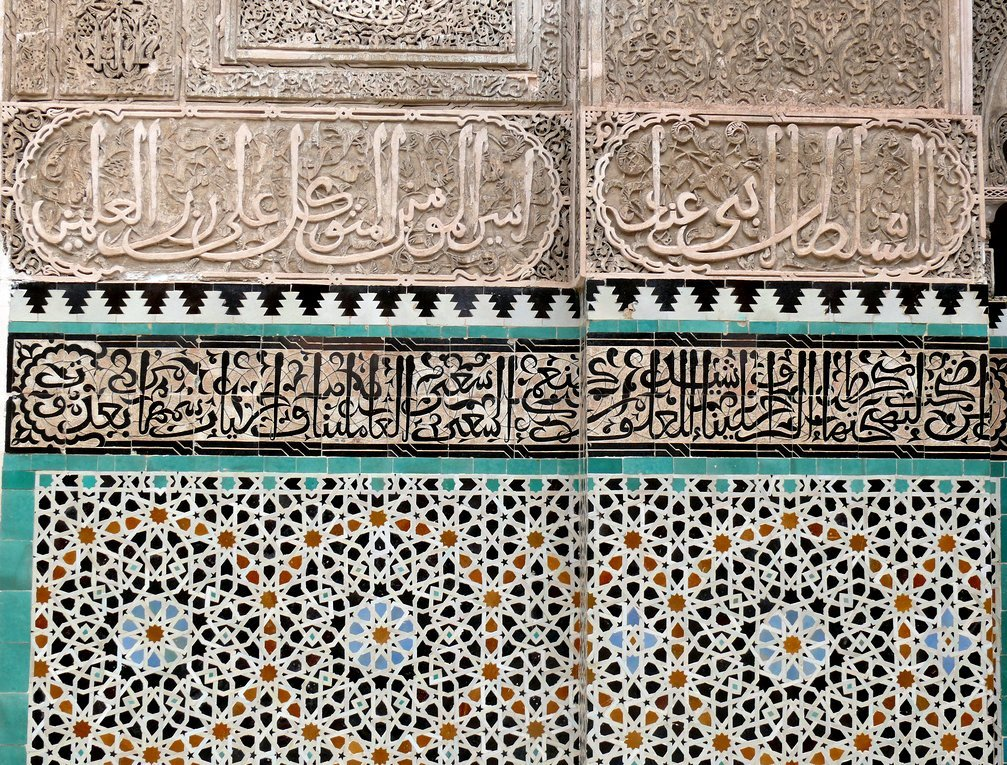
Madrasa Abu Inaniya, XIVe siècle, Fès, Maroc.
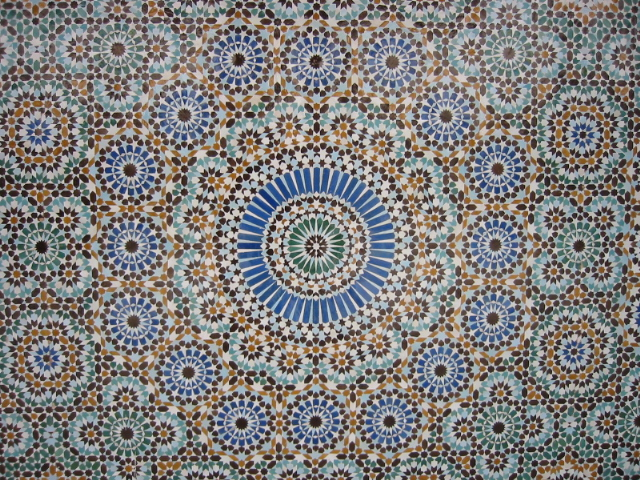
Détail d'un panneau de zellige, grande mosquée de Paris en France.
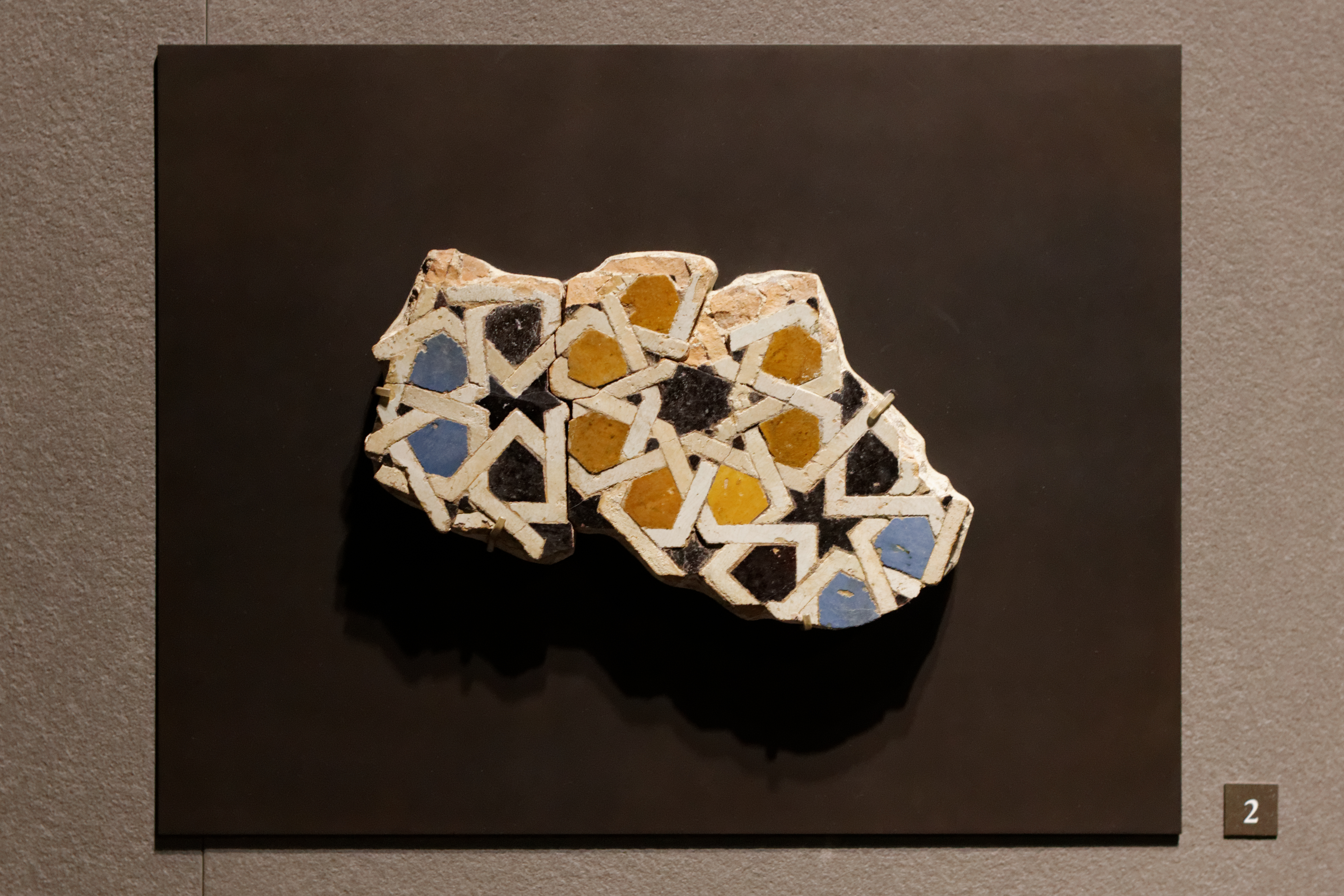
Fragment de zellige découvert à la Mosquée Sidi Boumediene à Tlemcen en Algérie datant du XIVe siècle, conservé au Musée du Louvre.
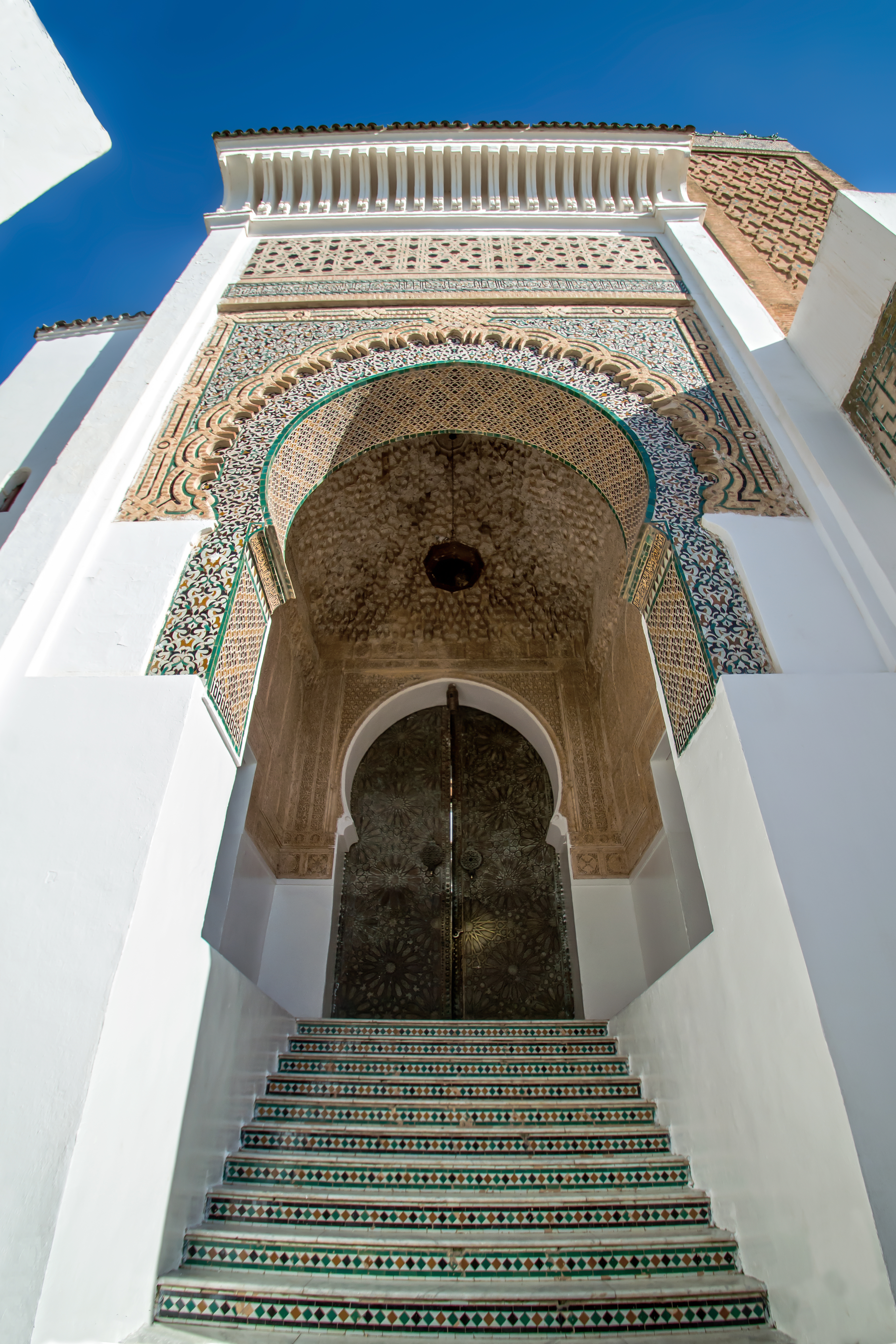
Mosquée Sidi Boumediene à Tlemcen en Algérie, bâtie au XIVe siècle.
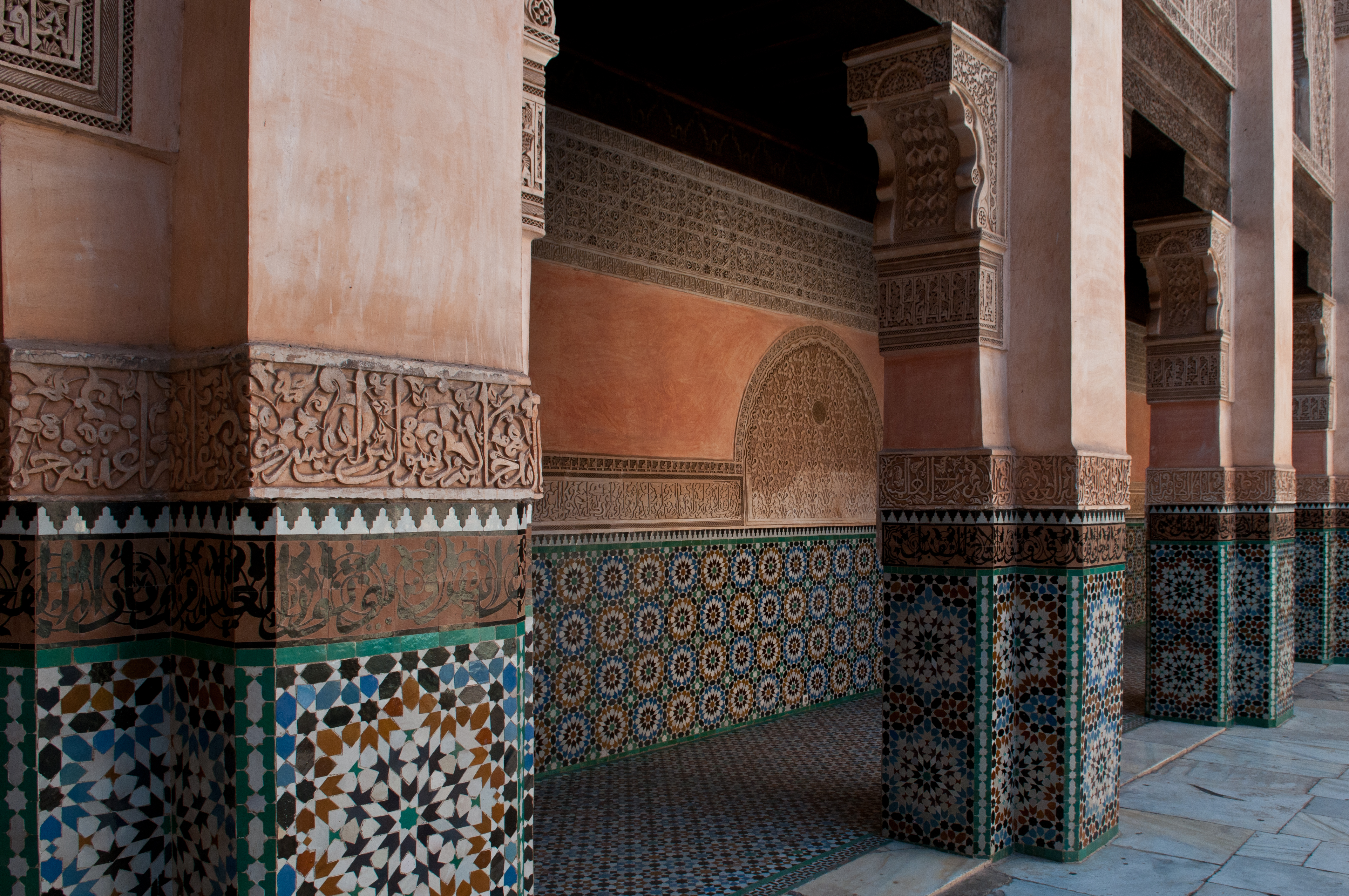
Zellige medersa Ben Youssef, XVIe siècle, Marrakech, Maroc.
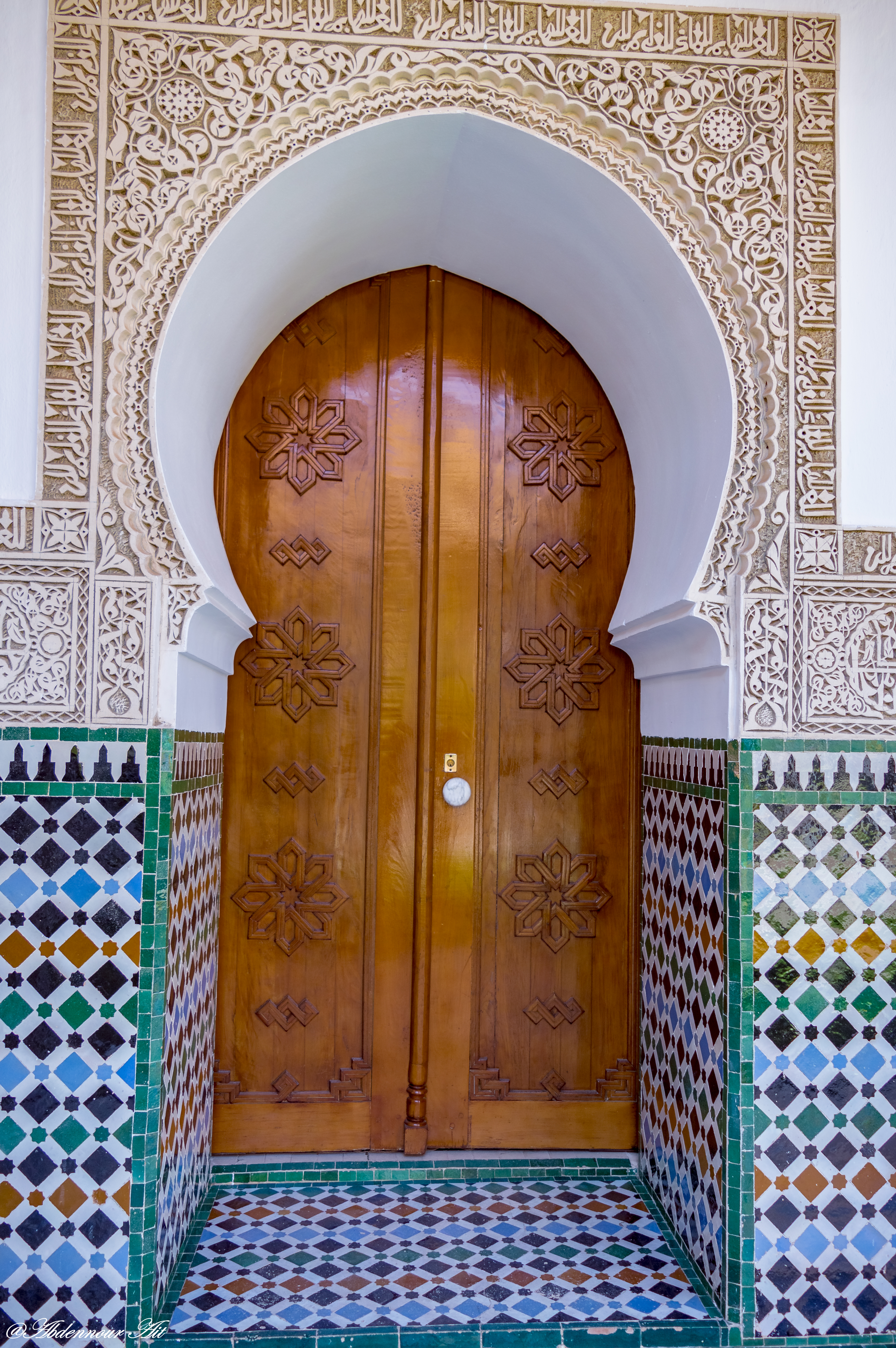
Zellige du Palais El Mechouar, à Tlemcen en Algérie, bâti au XIIIe siècle.
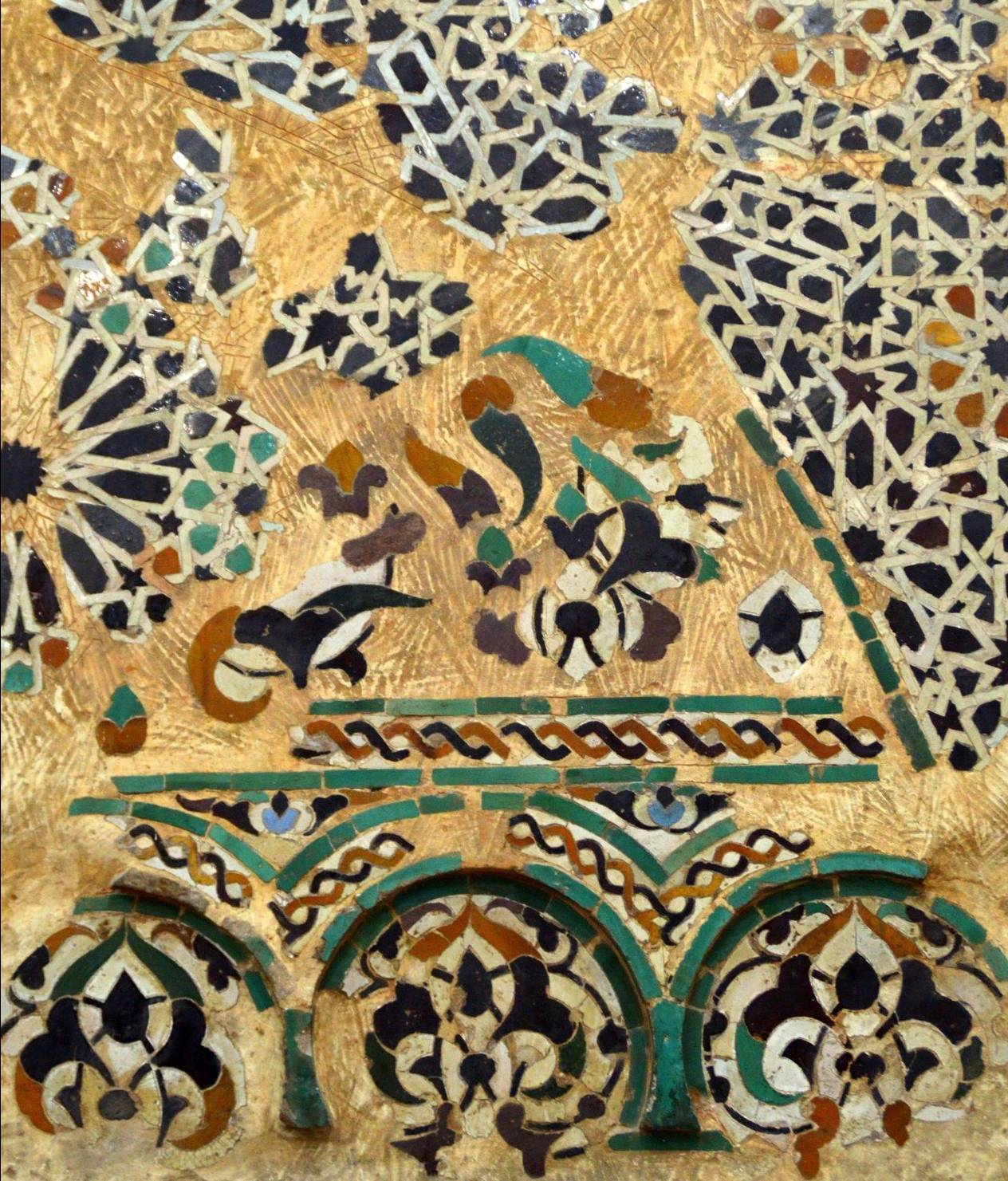
Fragment de Zellige de la médersa Tachfinia édifiée au XIVe siècle et exposé au Musée national des antiquités et des arts islamiques à Alger.
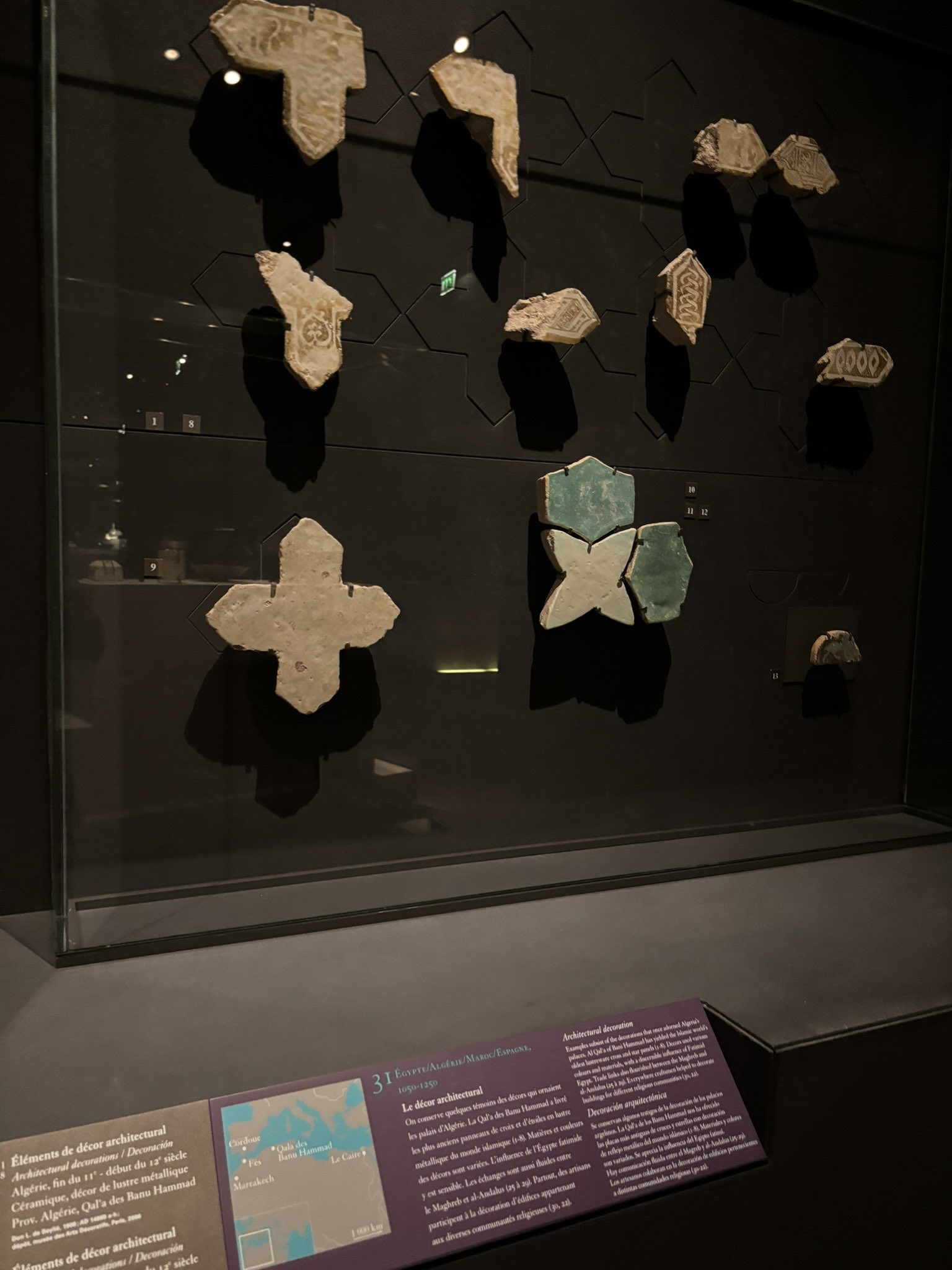
Fragments de Zellige de la Kalâa des Béni Hammad datant de la fin du 11ᵉ siècle et exposés au Musée du Louvre

Prémisses dans l'Antiquité romaine
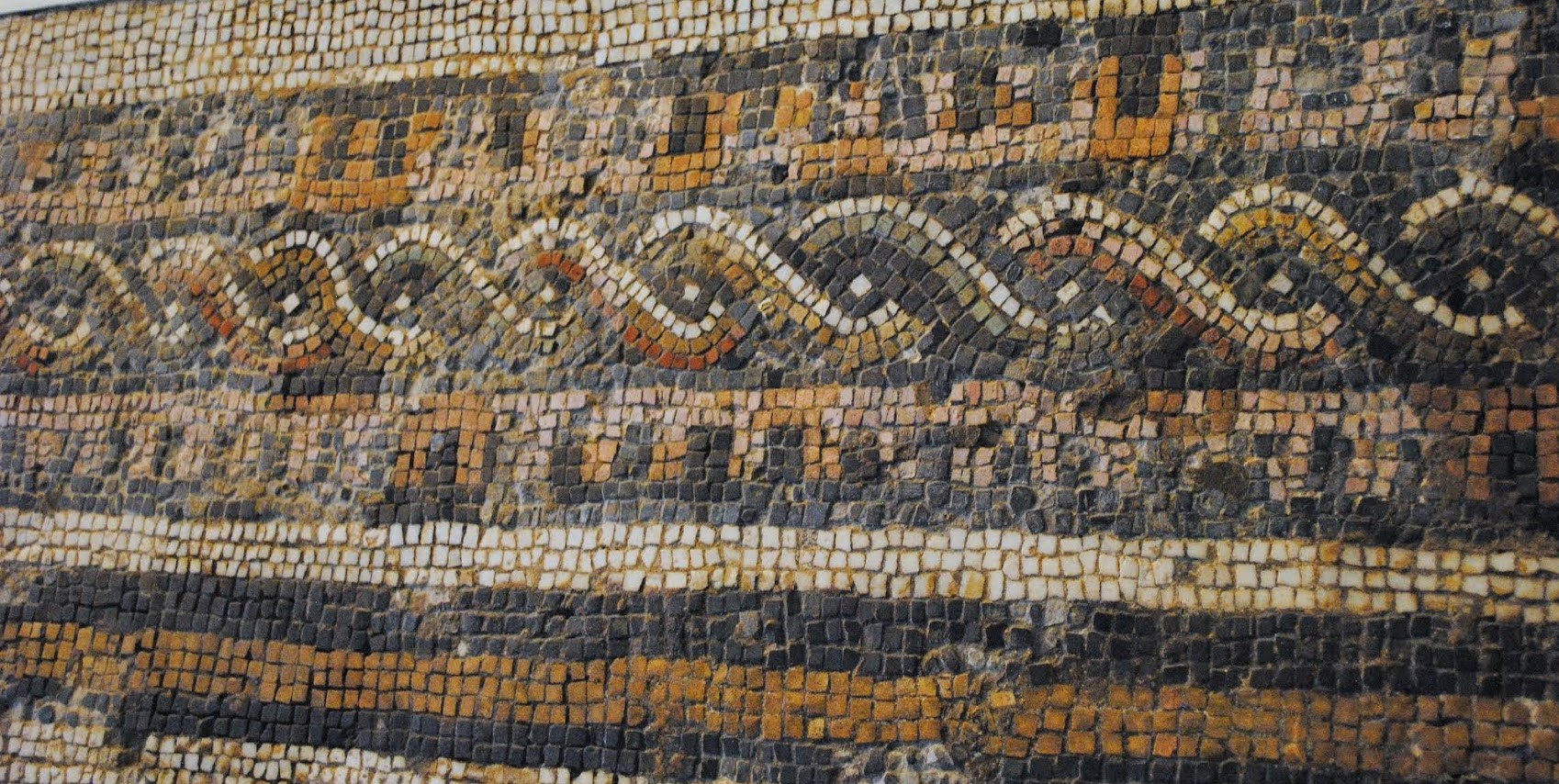
Mosaïque romaine retrouvée en Tunisie sur le site d'Utique conservé au British Museum
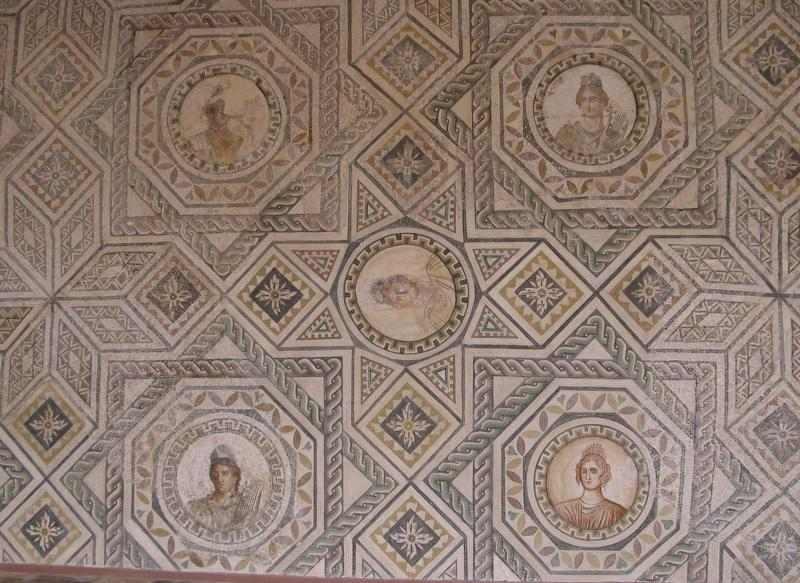
Mosaïque romaine à décor géométrique retrouvée dans la cité antique Césarée de Maurétanie en Algérie, conservée au Musée de Cherchell.
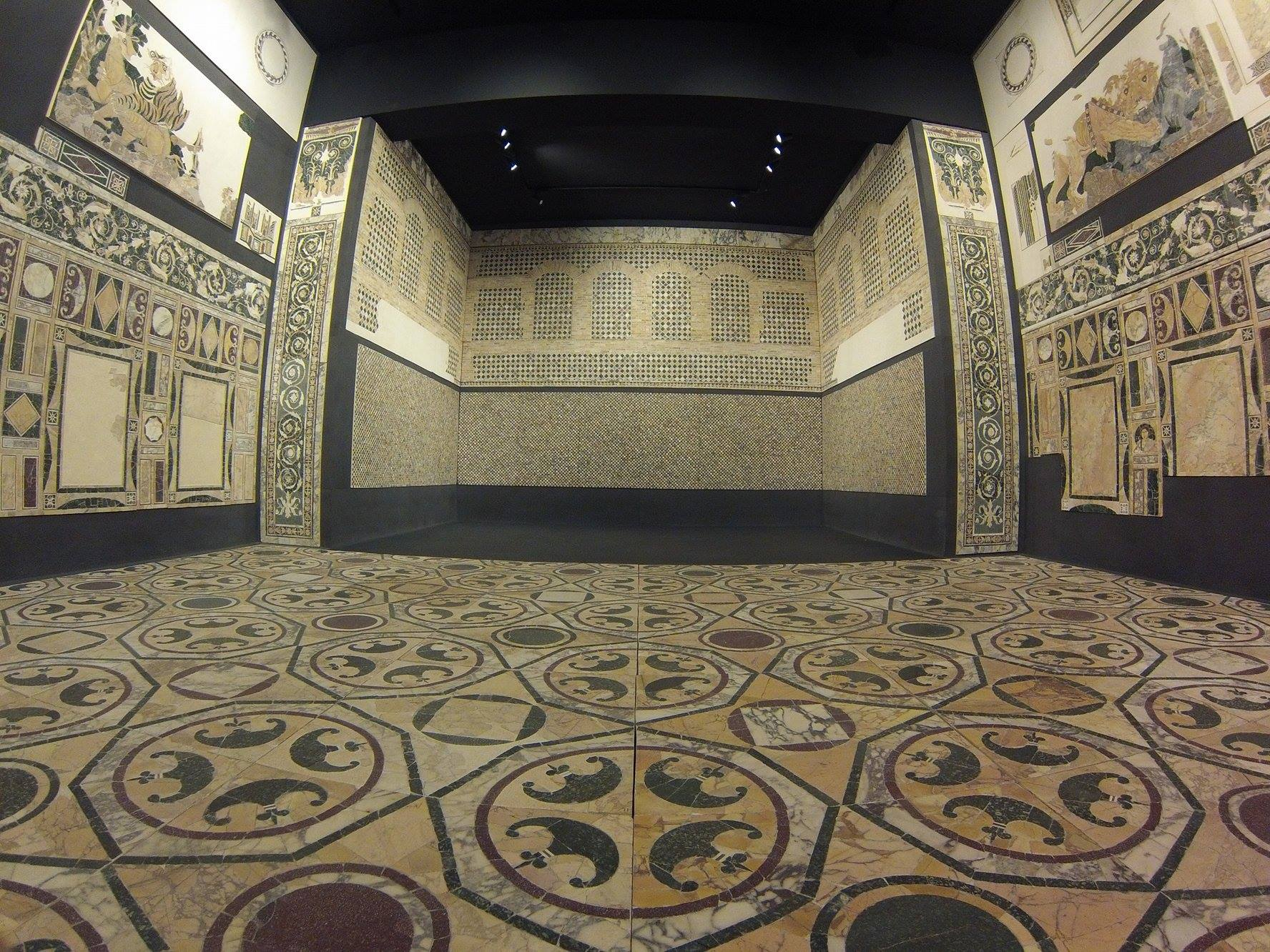
Sols et murs couverts d’opus sectile, tessons découpés et jointifs de marbre, d'une maison romaine antique d'Ostie, Italie, IVe siècle.

## Fabrication des zelliges

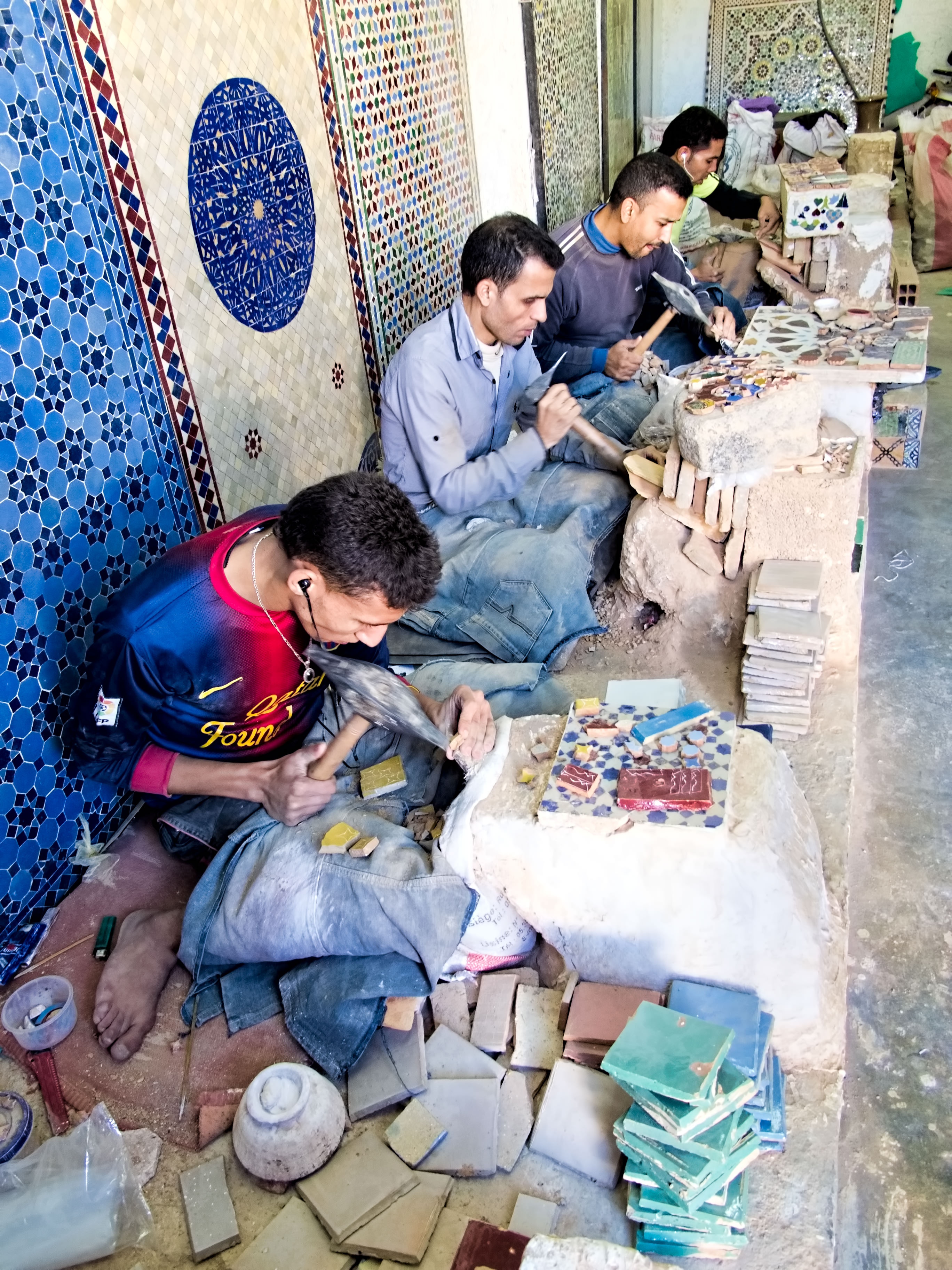
Des artisans de zelliges à Fès

La première étape de la fabrication est le moulage de l'argile (mzahri en arabe). S'ensuit le calibrage et le séchage du carreau formé, puis sa première cuisson. Les carreaux, d'une dizaine de centimètres de côté, sont ensuite émaillés et cuits à nouveau. Les carreaux de différentes couleurs sont ensuite découpés selon des formes géométriques définies, ce qui permet leur imbrication. Cette découpe artisanale s'effectue avec un marteau tranchant qui laisse apparaître un fin liseré de terre cuite mis à nu sur le pourtour des morceaux de carreaux découpés (tesselles). Le kassar est l'artisan chargé de tailler les carreaux en tesselles. Son marteau tranchant est nommé manqach. Après cette première découpe, l'étape suivante est le khallaç qui consiste à chanfreiner les tesselles en leur donnant des arêtes régulières. On nomme en arabe mâalem l'artisan qui élabore les motifs géométriques, parfois d'une grande complexité. Il est en général capable de dessiner et d'assembler de mémoire les tesselles géométriques et de les encoller directement sur les murs à décorer.
Le combustible des fours traditionnels était les feuilles de palmier, les grands chardons blancs et les branches de laurier rose.
Le mâalem Alaoui au milieu du XXe siècle a révolutionné la technique de pose des zelliges. À cette époque, la faïence décorative ne se limitait plus aux espaces sacrés ou intimes mais décorait aussi les monuments publics. Le système imaginé par le mâalem permettait une pose plus rapide et plus solide. Les tesselles ne se posaient plus une à une sur les murs mais par panneaux entiers. À partir d'un tracé sur le sol, on pose les zelliges à l'envers sur du savon noir, on les asperge de stuc mélangé avec de l'eau. On les recouvre ensuite d'une épaisse couche de mortier qui tient le tout. Les commandes royales ont permis de donner un nouveau souffle à l'artisanat du zellige (le mausolée Mohammed-V à Rabat et la mosquée Hassan-II à Casablanca.
L'acheminement de l'argile à l'atelier se fait avec des doubles couffes chargées à dos d'âne. Les artisans concassent les blocs d'argile et les mettent à détremper dans les bassins creusés à même le sol de la cour. L'artisan descend dans la fosse et triture l'argile avec ses mains pour faire pénétrer l'eau. La pâte obtenue est égouttée sur les bords de la fosse puis reléguée en masse dans un coin de l'atelier. Quand elle est égouttée, l'argile est étalée sur les terrasses pour le séchage au soleil pendant les mois d'été. Pendant l'hiver, les employés émaillent, cuisent et découpent les carreaux.

## Différentes couleurs des zelliges
Aujourd'hui, la palette des couleurs du zellige s'est singulièrement enrichie de couleurs vives qui permettent de multiplier les compositions à l'infini.
L'émail de fond de couleur blanche est obtenu en enduisant les pièces cuites une première fois avec de la calcine (khfîf) et du sable siliceux en suspension dans de l'eau. La calcine est un mélange d'étain (15 parties) et de plomb (100 parties) calciné au four pour obtenir des oxydes, puis broyé au moulin des faïenciers.
Pour un blanc plus pur, le taux d'étain sera augmenté.
Le bleu est obtenu avec de la poudre de smalt (brâya, 'elja) importée. C'est une couleur artificielle fabriquée en fondant de l'arséniure de cobalt naturel, préalablement grillé pour donner un oxyde de cobalt, avec du quartz et de la potasse. Aujourd'hui, le smalt est importé pour avoir une couleur plus vive que le minerai de cobalt du sud marocain.
Le brun est obtenu au moyen de minerais locaux de fer oligiste ou de manganèse (moghnâsîya kahla). Selon la présence ou non du manganèse, il peut présenter des teintes violacées ou se rapprocher du noir.
Le jaune est issu de minerais de fer locaux du groupe de la limonite ou avec de la stibine (sulfure d'antimoine naturel).
Le vert est le résultat de l'ajout à l'émail blanc de l'oxyde de cuivre préparé par les faïenciers à partir de débris de cuivre rouge achetés aux dinandiers ou de chalcosine (sulfure de cuivre naturel).
Le rouge et l'orange sont les nouvelles couleurs réalisées avec des pigments de synthèse importés que l'on a commencé à utiliser au Maroc au XVIIe siècle.

## Signification des zelliges
Le mâalem, le maître d'œuvre réunit ces différentes formes géométriques selon un schéma qui obéit à des règles précises de construction selon la tradition.
Les dessins géométriques ou les motifs floraux répétés à l'infini s'agencent avec des ornements épigraphiques écrits en caractères cursifs ou coufiques, excisés pour former de véritables tapis minéraux d'une grande harmonie de formes ou de couleurs. Les entrelacs géométriques se déroulent à partir d'une étoile centrale (testîr) ; les formes végétales (tourik), rinceaux, acanthes ou palmettes s'entrecroisent pour remplir les espaces vides ou créer des frises et des encadrements. L'entrelacs islamique se construit sur la base d'une ou plusieurs figures régulières pouvant être situées dans un cercle et se développe en s'épanouissant autour du centre, créant un polygone étoilé, les proportions de la figure de base se répercutant sur la construction mosaïque générale.
Cette œuvre universelle s'adresse à tous, sans distinction de langue ou de culture. Il ne s'agit pas de raconter une histoire, ni d'exprimer des sentiments, ni d'imiter la nature. Les dessins des zelliges sont toujours issus de calculs mathématiques.
Par la force de leur abstraction, ils réussissent à créer un ordre numérique établi inexorablement et un environnement purement formel dans des espaces protégés (demeures, palais, édifices religieux) s'opposant ainsi au chaos du monde extérieur et créant un profond sentiment de calme.
L'harmonie se résume à l'unité dans la multiplicité (al-wahda fil-kuthra), ce précepte servant de base pour la croyance monothéiste ou pour l'art abstrait musulman. L'art du zellige se traduisant par une répétition à l'infini de formes géométriques qui incitent ainsi à la méditation. Le rendu hypnotique de ses motifs fait écho à la grandeur infinie de Dieu. L'art du zellige se conforme et reflète chacun des principes de la foi.
Cette construction d'un univers abstrait fait de formes, de couleurs et de rythmes est aussi une incantation à la gloire de la beauté de l'univers.

## Différentes utilisations du zellige

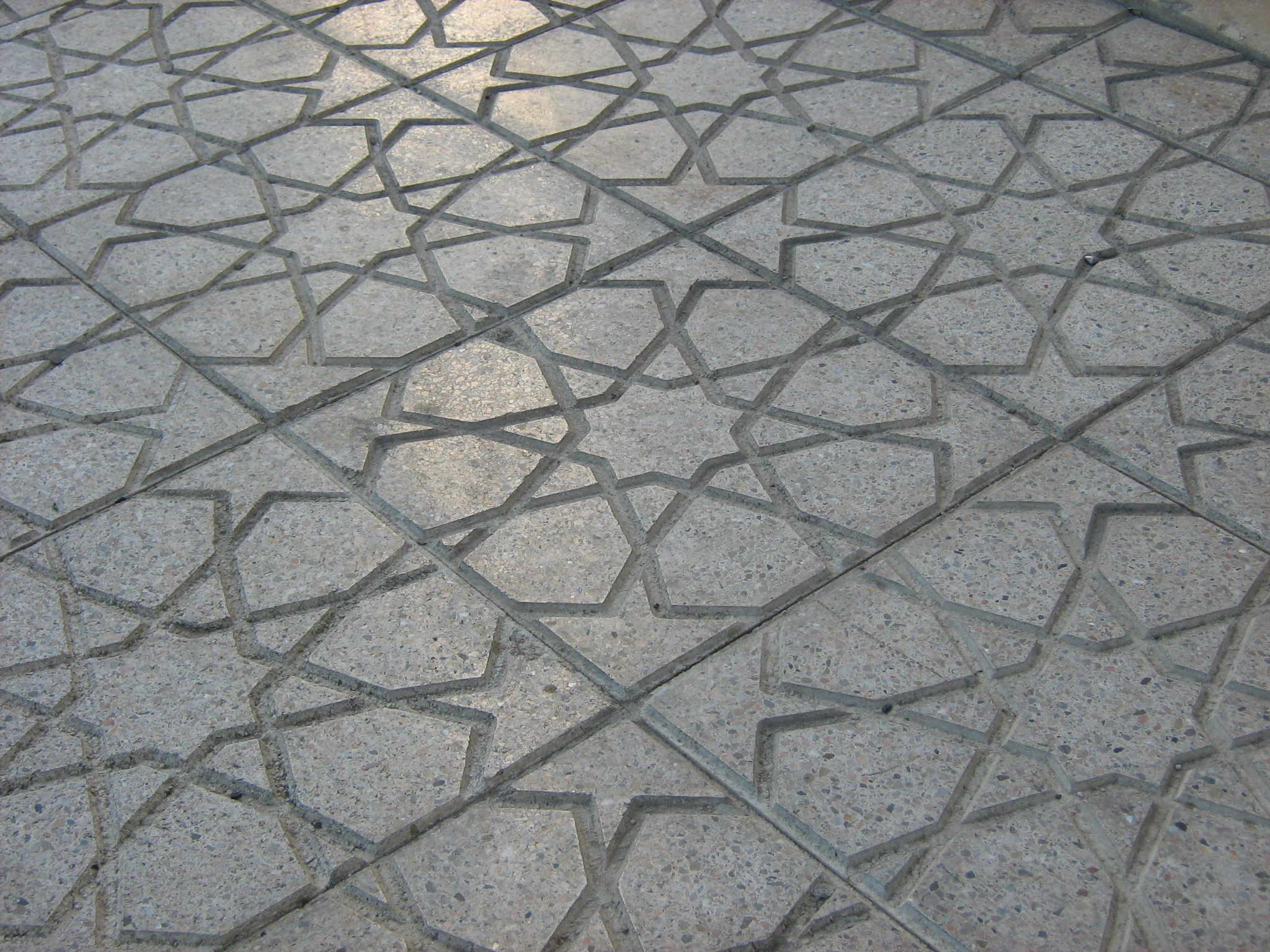
Motif du zellige appliqué aux pavés d'un trottoir marocain.

Les faïences émaillées à l'extérieur sont la forme la plus répandue de la céramique marocaine. Les plus anciennes céramiques décorées sont les frises en terre cuite émaillées qui ornent à Fès les mosquées Karaouyine, celles des Andalous (XIe siècle) et à Marrakech les minarets de la mosquée Koutoubia et de la mosquée de la Kasbah au XIIe siècle par les souverains almohades.
Aujourd'hui, les zelliges sont sortis de l'espace architectural pour investir les écrans de télévision sous forme de logos, servir de décoration dans les publicités avec des rosaces ou des frises, pour la vaisselle et l'ameublement.
Hadj Hassan a inventé une fontaine murale avec des maîtres faïenciers de Fès en fixant les faïences sur des résines souples permettant d'alléger les panneaux. Quand les frises sont sèches, Hadj Hassan les stocke sous forme de rouleaux. Cette innovation a permis de faciliter le stockage, d'éviter la casse lors du transport et l'adaptation de panneaux souples sur n'importe quelle surface à décorer. Les zelliges ont été aussi utilisés pour la mode : des mannequins ont porté des modèles de djellabas, de caftans ou de jeans brodés de motifs géométriques élégants.
En peinture, Matisse a commencé sa collection de carreaux nasrides et a réalisé ses premières gouaches découpées (les Nasrides sont les princes andalous vivant à Grenade au XIVe siècle et les zelliges de Fès sont les héritiers des faïences nasrides).
Des peintres marocains ou étrangers ont intégré la marqueterie de faïence dans leurs œuvres.

#### Maroc
- Roger Bastien, Islam, géométrie et architecture, Raleigh, Lulu.com, 291 p. (ISBN 978-1-4461-5609-4 et 1-4461-5609-5) [aperçu en ligne]  — L'art du zellige au Maroc est régulièrement abordé dans cet ouvrage d'un enseignant.
- Ayed Benamara, Max Schvoerer, Mustapha Haddad et Aomar Akerraz, « Recherche d'indices sur les techniques de fabrication de zelliges du XIVe siècle (Chellah, Maroc) », Revue d'archéométrie, no 27,‎ 2003, p. 103-113 (lire en ligne).
- Maroc (trad. Sophie Brun et Sophie Paris), Paris, Guides Gallimard, coll. « Bibliothèque du voyageur », 2013, 368 p. (ISBN 978-2-87009-686-4 et 2-87009-686-0, OCLC 493066047, lire en ligne), ?.[réf. incomplète]
- Gabriel Camps, Éliane Lenoir et Maurice Lenoir et al., L'ABCdaire du Maroc, Paris, Paris musées/Flammarion, coll. « L'ABCdaire [Série Archéologie et civilisations] » (no 85), 1999, 120 p. (ISBN 2-87900-484-5, 9782879004846 et 2080126741, OCLC 421784208), ?[réf. incomplète]
- Nadia Ben Moussa (ill. Mireille Goëttel), Raconte-moi le zellige, Casablanca, La Croisée des chemins, coll. « Raconte-moi », 2004, 92 p. (ISBN 9981-896-50-0 et 9789981896505, OCLC 166647430)
- Museum with No Frontiers, « Le zellige », dans Le Maroc andalou : à la découverte d'un art de vivre, Casablanca/Aix-en-Provence, Eddif/Édisud, coll. « Arte islamica nel Mediterraneo », 2000, 263 p. (ISBN 9981090549, 9789981090545, 2744901652 et 9782744901652, OCLC 44746592), ? [début du chapitre en ligne].